# Phorocera rapida
Phorocera rapida là một loài ruồi trong họ Tachinidae.